# Enrique Mario Francini
Enrique Mario Francini (San Fernando, 14 de febrero de 1916 - Buenos Aires, 27 de agosto de 1978) fue un director de orquesta, compositor y violinista argentino.

## Primeros años
A pesar de que nació en la ciudad de San Fernando en la provincia de Buenos Aires (Argentina), cercana a la ciudad de Buenos Aires, pasó su infancia y adolescencia en la ciudad de Campana ubicada junto al río Paraná, donde estudió violín en el conservatorio del maestro alemán Juan Ehlert. En 1933 en ocasión de que Carlos Gardel hiciera una presentación en Campana le entregó junto a su amigo Héctor Stamponi —que tenía su misma edad— un tango que habían compuesto en colaboración.

## Actividad artística
Comenzó su actividad profesional cuando se incorporó a la orquesta de Elhert que actuaba en un conocido programa de Radio Prieto conocido como las matinés de Juan Manuel, conjunto en el cual también participaban Héctor Stamponi y Armando Pontier, con los que luego formó un trío para actuar por Radio Argentina.
Pasó más adelante a integrar la orquesta de Miguel Caló en la que actuaban músicos como Osmar Maderna, Domingo Federico, Carlos Lazzari y Armando Pontier. En 1945 se unió a este último para formar la orquesta que bajo el rubro Francini-Pontier debutó el 1 de septiembre en la inauguración de la casa Tango Bar, de Corrientes al 1200, actuó durante diez años con gran éxito y dejó grabadas unas ciento veinte placas, treinta y cuatro de ellas instrumentales, comenzando por el registro del tango Margot realizado el 29 de enero de 1946. La orquesta de inspiración troileana ejecutaba un tango instrumentalmente evolucionado destacándose en los tangos Arrabal, La beba, Lo que vendrá, Pa'que se acuerden de mí, Para lucirse, Pichuco, Tigre viejo, A Zárate entre otros. A lo largo de esos diez años se alternaron como vocalistas Alberto Podestá, Raúl Berón, Roberto Rufino, Julio Sosa, Pablo Moreno, Roberto Florio, Héctor Montes y Luis Correa.
Posteriormente integró un dúo con Héctor Stamponi en tanto en forma paralela formó y dirigió su propia orquesta, que duró menos de un año y en la que cantaba Alberto Podestá, con la que grabó varios temas comenzando por La trilla, de Eduardo Arolas, y Petit Salón, de Vicente Demarco con letra de Silvio Marinucci, el 3 de noviembre de 1955, para la discográfica RCA-Víctor. En su repertorio se destacaron su gran creación Tema otoñal y sus solos en Inspiración y Sensiblero.
En 1954 participó en un homenaje a la memoria de Juan Carlos Cobián en un quinteto de primeras figuras con Aníbal Troilo en bandoneón, Roberto Grela en guitarra, Kicho Díaz en contrabajo y Horacio Salgán en piano.
Poco después integró el Octeto Buenos Aires, con los bandoneones de Astor Piazzolla y Roberto Pansera, el violín de Hugo Baralis, el violoncelo de José Bragato, el bajo de Aldo Nicolini, la guitarra de Horacio Malvicino y el piano de Atilio Stampone a los que a veces a agregaban colaboraciones de Elvino Vardaro y de Leopoldo Federico.
Luego formó el Quinteto Real con Horacio Salgán, Pedro Laurenz y Ubaldo de Lío. Integró también una orquesta con Elvino Vardaro, Los Astros del Tango, concebida principalmente para grabar temas de grandes compositores con arreglos Argentino Galván. Otro conjunto en que participó fue Los Violines de Oro del Tango en el que, al igual que el anterior, predominaban las cuerdas.
En 1963 integró La Orquesta de las Estrellas, en la cual con la dirección de Miguel Caló, participaban el pianista Orlando Trípodi además de Armando Pontier, Domingo Federico, Alberto Podestá y Raúl Berón.
En 1970 formó un sexteto en el que participaba el bandoneonista Néstor Marconi, a cargo de los arreglos, actuando con gran éxito en Caño 14 y en televisión y grabando una larga duración.
En 1973 reconstituye la orquesta con Pontier y hacen una gira por Japón, con la cantante Alba Solís. En 1977 hace una nueva gira por aquel país, que dura tres meses, integrando un importante espectáculo con más de veinte músicos y parejas de baile. A su retorno organizó una orquesta sinfónica que realizó el espectáculo Tangos por el mundo en el Teatro Presidente Alvear de la avenida Corrientes.
Al decir del poeta Horacio Ferrer:

Fue parte del movimiento renovador que encabezaron Galván, Piazzolla, Troilo y Salgán y en el que alternó lucidamente como ejecutante, como director y como compositor. Número uno, juntamente con Simón Bajour, entre los cultores del virtuosismo violinístico en el tango, surgió al plano profesional entre los valores más auténticos de la Generación del Cuarenta (...) Violín de llamativa seguridad, vibrato medio, depurado e inconfundible sonido y prodigiosa mano izquierda, se ha caracterizado, además, por una personal manera de dividir la frase musical.

Era un músico muy estudioso que llegó a ser maestro de armonía y composición y en forma paralela a su actividad tanguera integró desde 1958 hasta su fallecimiento la Orquesta Filarmónica de Buenos Aires como primer violín. Ha estado también vinculado a las actividades societarias y gremiales de SADAIC.
Como compositor se destacan su milonga Azabache, los tangos Mañana iré temprano, La vi llegar, Junto a tu corazón, Inquietud, Ese muchacho Troilo, Tema otoñal, Óyeme, La canción Inolvidable, Triste flor de fango, Princesa del fango, Me lo dice el corazón, Camuflaye y Delirio así como los valses Bajo un cielo de estrellas y Pedacito de cielo. Como ejecutante se recuerdan en especial las versiones en la orquesta de Miguel Caló para el sello Odeón de Mañana iré temprano y Sans Souci, en la de Francini-Pontier para el sello Víctor, Delirio, Pecado y A los amigos; con el Octeto Buenos Aires para discos Allegro y Disc-Jockey, Mi refugio, Tema otoñal y Marrón y azul, con Los Astros del Tango para la marca Music-Hall, Milonguita, Copacabana y Tiernamente, con el Quinteto Real para la discográfica Columbia, Organito de la tarde, El arranque y Ya no cantas chingolo
Falleció de un ataque cardíaco el 27 de agosto de 1978 en pleno escenario de la tanguería Caño 14 donde estaba actuando.

## Filmografía
- La sombra de Safo (1957) (intérprete de la música)
- Cuidado con las imitaciones
- La diosa impura (1964) dir. Armando Bó